# ABEMA RADIO
ABEMA RADIO（アベマラジオ）は、株式会社AbemaTVの運営するインターネットテレビ局「ABEMA」におけるチャンネルの1つ。
1. 2016年3月1日-4月11日の期間限定で開設されたAmebaFRESH!でアクセス数の多いトーク番組を映像付で配信していた配信チャンネル。「古坂大魔王のカツアゲ!」等を配信していた。
2. 2017年12月1日-2022年12月31日に開設されていた、日本各地のラジオ番組を音声限定配信している配信チャンネル。

ここでは、2. について説明する。

## 概要
2017年12月1日開局。AbemaTVにおける音声中心チャンネルとなる。AbemaTVのコメント機能を使いラジオを聴きながらユーザー同士のコミュニケーションが図れるほか、配信中の楽曲情報などを画面で確認できる特性を活かし、"いつでも旬な音楽が聴ける"、"新たな音楽と出会える"をテーマに、放送事業者である全国各地のラジオ局と連携しそれぞれのエリアでしか聞くことのできなかった人気番組を独自編成し、サイマルでの生配信を中心に、すべて無料で配信する。
ラジオ局での放送番組を中心としたインターネット配信を基本としているため、楽曲が流れている際はミュージックビデオではなく、その楽曲の楽曲情報を画面に流すスタイルとなっている。ただ、一部の番組では映像やミュージックビデオを流す番組もある。ラジオのCMもそのままサイマル放送している。
2020年4月からブランド名の変更に伴いチャンネル名を『AbemaRADIO』から『ABEMA RADIO』に変更した。
2022年12月31日をもって配信終了。

## 番組

### 配信終了

#### オリジナル番組
- Yabami RADIO(2018年4月7日 - 9月29日)[3]
- Abema学園(2018年8月24日 - 12月29日)[4]
- ナナヲアカリの天界放送（2018年10月8日 - 12月24日）[5]
- KAXAN XOX(2018年10月17日 - 12月26日)
- Aこえ(2017年12月2日 - 2019年3月15日)[6][7]。
- 君と僕の絶対時間(2018年11月10日 - 2019年3月23日)
- アラハウス(2019年4月17日 - 7月3日)
- 二十代映画欲求(2018年10月20日 - 2019年12月28日)
- JABBA DA FOOTBALL CLUBのくせに(2018年10月2日 - 2020年4月28日)[8]
- しゅかりごと(2018年11月2日 - 2020年6月26日)
- 楠木ともりのきららファンタジアラジオ(2018年4月13日 - 2020年9月25日)[9]

#### エフエム北海道
- IMAREAL(2018年4月4日 - 12月27日)[10][11]
- &.LOVE(2018年4月7日 - 2019年3月16日)[10][12]
- Sparkle Sparkler(2017年12月4日 - 2021年4月1日)[1][13]
- Be My Radio(2021年4月5日 - 2022年12月29日)[14][15]

#### FM NORTH WAVE
- Magic Friday:-)(2017年12月1日 - 2018年9月28日)[1][16][17]
- Anison-R 〜マンガ・アニメ研究部〜(2017年12月3日 - 2018年9月28日)[1][18][19]
- URBAN HYPE from NYC(2017年12月3日 - 2018年9月29日)[1]
- RISING SUN ROCK FM(2018年4月7日 - 9月29日)[10][20]

#### 茨城放送
- 根本凪のシャカリキごじゃっぺラジオ(2021年4月4日 - 2022年12月25日)[21]

#### ベイエフエム
- SPACE SHOWER MUSIC RADIO(2018年4月7日 - 2020年3月28日)[10]

#### 渋谷のラジオ
- 福山雅治と荘口彰久の「地底人ラジオ(仮)」→福山雅治と荘口彰久の「地底人ラジオ」(2017年12月3日 - 2022年12月31日)[6]

#### 文化放送
- MOROHAの!オニヤンマ獲りにいこうぜ!(2017年12月3日 - 2019年3月31日)[6]
- トレンディエンジェルのPePePeラジオ(2018年4月8日 - 9月30日)
- SUPER★DRAGONのスパドラジオ(2018年4月6日 - 2019年3月25日)
- sora tob sakanaの飛ばなきゃ損損!!(2018年4月6日 - 2019年3月27日)[22]
- A&Gメディアステーション こむちゃっとカウントダウン(2018年4月6日 - 2019年3月29日)[10]

#### J-WAVE
- SONAR MUSIC(2017年12月4日 - 2018年7月31日)[1]
- J-WAVE TOKYO MORNING RADIO(2018年2月19日 - 9月27日)[23]
- GOLD RUSH(2018年4月6日 - 9月28日)[10]
- SUNRISE FUNRISE(2018年4月1日 - 9月30日)[10]
- POP OF THE WORLD(2018年4月7日 - 2019年3月16日)[10]
- BEGINNINGS〜LIVE FROM TAKANAWA GATEWAY(2020年4月1日 - 9月4日)
- TOKIO HOT 100(2017年12月3日 - 2022年12月25日)[1]
- STEP ONE(2017年12月4日 - 2022年12月29日)[1]
- ALL GOOD FRIDAY(2018年10月5日 - 2022年12月30日)[24]

なお、祝日はJ-WAVE HOLIDAY SPECIALが放送されるが、ABEMA RADIOではSTEP ONEやALL GOOD FRIDAYの配信時間に合わせて配信されていた。

#### ZIP-FM
- FABULOUS RIDE(2017年12月4日 - 2018年3月29日)[1]
- SWAG #41(2017年12月1日 - 2018年3月30日)[1]
- Z-POP COUNTDOWN 30(2017年12月2日 - 2018年3月31日)[1]
- JOYFUL(2017年12月2日 - 2018年3月31日)[1]
- DIRECT(2018年4月7日 - 11月30日)[10]
- DANCEMAN(2018年4月1日 - 12月27日)[10]
- GOODY(2018年4月6日 - 2019年2月22日)[10]
- RADIO SNEAKER' Z(2017年12月3日 - 2019年3月30日)[1]
- SATURDAY NIGHT SPECIAL(2017年12月2日 - 2019年3月30日)[1]
- Leftfield(2019年7月6日 - 2020年3月28日)
- bestie(2018年4月2日 - 2020年3月31日)[10]
- FUNNY BUDDY(2018年4月7日 - 2022年3月26日)[10]
- FIND OUT(2018年4月7日 - 2022年3月27日)[10]
- Z-BIZ.(2020年4月1日 - 2022年3月31日)
- SUPER CAST(2022年4月4日 - 12月29日)
- FUNNY PUPPY(2022年4月2日 - 12月31日)

#### FM802
- Night Groomin'(2018年4月3日 - 6月30日)[10]
- ZOOM!!802(2017年12月3日 - 2018年9月30日)[6]

#### 広島エフエム放送
- 大窪シゲキの9ジラジ(2018年4月2日 - 12月25日)[10][25]

#### KBCラジオ
- HKT48 ラジオ聴かナイト!(2017年12月3日 - 2022年12月29日)[1]

#### ラブエフエム国際放送
- Transit Radio-ニューレコード-(2018年4月1日 - 7月1日)[10]
- K Vibes Up Show(2017年12月3日 - 2018年9月30日)[1]
- まなみんのチャンチョアKOREA!(2018年4月1日 - 9月30日)[10]
- 月下虫音(2018年4月7日 - 12月31日)[10]
- WORLD MUSIC DELI(2018年7月7日 - 12月29日)
- Top of the Morning(2018年4月6日 - 2019年2月22日)[10]
- IRIE MUSIC(2017年12月3日 - 2019年3月16日)[1]
- HOT(2018年4月8日 - 2019年3月31日)[10]
- 野性に還ろう。(2018年10月6日 - 2019年12月28日)
- Teenage peeps→＃てぃんぴー(2018年4月1日 - 2022年3月27日)[10]
- POPTAPE(2022年4月3日 - 12月25日)[26]
- music×serendipity(2017年12月1日 - 2022年12月30日)[1][27]